# برنارد غويو
برنارد غويو (بالفرنسية: Bernard Guyot )‏ (و. 1945  م) هو راكب دراجة هوائية فرنسي، شارك في الألعاب الأولمبية الصيفية 1964.

## سباقات أو مراحل فاز بها
| التاريخ        | السباق                            | المركز                                          |
| -------------- | --------------------------------- | ----------------------------------------------- |
| 25 مايو 1966   | 1966 سباق السلام                  |                                                 |
| 01 يناير 1967  | Euskal Bizikleta 1967             | الخامس في التصنيف العام                         |
| 01 يناير 1967  | Grand Prix de Lugano 1967         |                                                 |
| 15 مارس 1967   | باريس-نايس 1967                   |                                                 |
| 07 مايو 1967   | أربعة أيام من دونكيرك 1967        |                                                 |
| 17 سبتمبر 1967 | 1967 Paris – Luxembourg           | الثالث في التصنيف العام، الثالث في تصنيف الجبال |
| 24 سبتمبر 1967 | 1967 جراند بريكس دي نيشنز         | الثاني في التصنيف العام                         |
| 18 أكتوبر 1967 | 1967 Coppa Ugo Agostoni           |                                                 |
| 04 نوفمبر 1967 | 1967 Trofeo Baracchi              |                                                 |
| 24 يونيو 1968  | 1968 لو سامين                     |                                                 |
| 01 يناير 1969  | بطولة سباق الطرق الفرنسية 1969    |                                                 |
| 01 يناير 1969  | Tour de Picardie 1969             |                                                 |
| 01 يناير 1969  | Boucles de Seine Saint-Denis 1969 |                                                 |
| 01 يناير 1972  | بطولة سباق الطرق الفرنسية 1972    |                                                 |

## روابط خارجية
- برنارد غويو على موقع أرشيف الدراجات (الإنجليزية)
- برنارد غويو على موقع إحصائيات الدراجات الإحترافية (الإنجليزية)
- برنارد غويو على موقع CycleBase (الإنجليزية)
- برنارد غويو على موقع أوليمبيديا (الإنجليزية)